# Promise (Voyager)
Promise è un singolo del gruppo musicale australiano Voyager, pubblicato il 22 febbraio 2023 come terzo estratto dall'ottavo album in studio Fearless in Love.

## Descrizione
Il brano si caratterizza per una massiccia presenza di elementi elettronici, che culminano con un assolo di keytar, e per l'unione di elementi pop con altri di natura più progressive.

## Promozione
Il 21 febbraio 2023 l'emittente televisiva australiana SBS ha annunciato di avere selezionato internamente i Voyager al fine di rappresentare la nazione all'Eurovision Song Contest 2023 a Liverpool proprio con Promise. Già l'anno prima il gruppo era stato coinvolto nella selezione eurovisiva australiana con la loro partecipazione a Eurovision - Australia Decides 2022 con il singolo Dreamer, classificandosi tuttavia al secondo posto. Al termine della manifestazione, il brano si è classificato al nono posto con 151 punti.
Il singolo è stato reso disponibile digitalmente a partire dalla mezzanotte del giorno successivo. Il 31 marzo il gruppo ha pubblicato l'edizione Producers Pack al fine di invogliare i fan a realizzare un remix del brano, mentre nel mese di maggio è stata commercializzata l'edizione 7" contenente Dreamer nel lato B attraverso la Season of Mist.

## Tracce
Testi di Daniel Estrin, musiche di Alex Canion, Ashley Doodkorte, Simone Dow, Daniel Estrin e Scott Kay.
Download digitale – 1ª versione
1. Promise – 3:03

Download digitale – 2ª versione
1. Promise (Instrumental) – 3:03
2. Promise – 3:03

Download digitale – 3ª versione
1. Promise (House Remix) – 3:03
2. Promise (Instrumental) – 3:03
3. Promise – 3:03

7" – Promise/Dreamer
- Lato A

1. Promise – 3:03

- Lato B

1. Dreamer – 2:57

Download digitale – Electric String Version
1. Promise (Electric String Version) – 3:03

Download digitale – Neurotech Remix
1. Promise (Neurotech Remix) – 3:46

## Formazione
Hanno partecipato alle registrazioni, secondo le note di copertina:
Gruppo
- Alex Canion – basso, voce
- Ashley Doodkorte – batteria
- Simone Dow – chitarra
- Danny Estrin – tastiera, voce principale
- Scott Kay – chitarra

Produzione
- Voyager – produzione
- Matthew Templeman – produzione, registrazione, missaggio
- Paul Clarke – produzione
- Danny Estrin – registrazione tastiera
- Simon Struthers – mastering
- Ashley Doodkorte – artwork, impaginazione

## Classifiche
| Classifica (2023)          | Posizione massima |
| -------------------------- | ----------------- |
| Finlandia                  | 47                |
| Islanda                    | 24                |
| Lituania                   | 28                |
| Regno Unito                | 79                |
| Regno Unito (independent)  | 25                |
| Regno Unito (rock & metal) | 7                 |